# Pseudotanais californiensis
Pseudotanais californiensis är en kräftdjursart som beskrevs av Masahiro Dojiri och Jürgen Sieg 1997. Pseudotanais californiensis ingår i släktet Pseudotanais och familjen Pseudotanaidae. Inga underarter finns listade i Catalogue of Life.